# Zyprischer Fußballpokal 1937/38
Der Zyprische Fußballpokal 1937/38 war die vierte Austragung des zyprischen Pokalwettbewerbs. Er wurde vom zyprischen Fußballverband ausgetragen. Das Finale fand am 27. März 1938 im GSP-Stadion von Nikosia statt.
Pokalsieger wurde Trast AC. Das Team setzte sich im Finale gegen Titelverteidiger AEL Limassol durch. 
Alle Begegnungen wurden in einem Spiel ausgetragen. Bei unentschiedenem Ausgang wurde das Spiel um zweimal 15 Minuten verlängert. Stand danach kein Sieger fest, folgte ein Wiederholungsspiel auf des Gegners Platz.

## Teilnehmer
| First Division (5)                                                          |
| --------------------------------------------------------------------------- |
| - AEL Limassol - Aris Limassol - APOEL Nikosia - Lefkoşa Türk SK - Trast AC |

## Viertelfinale
Das Spiel fand am 13. Februar 1938 statt.
|               | Ergebnis |                 |
| ------------- | -------- | --------------- |
| APOEL Nikosia | 1:0      | Lefkoşa Türk SK |
| AEL Limassol  | Freilos  |                 |
| Aris Limassol | Freilos  |                 |
| Trast AC      | Freilos  |                 |

## Halbfinale
|              | Ergebnis |               |
| ------------ | -------- | ------------- |
| AEL Limassol | 7:0      | Aris Limassol |
| Trast AC     | 3:0      | APOEL Nikosia |

## Finale
| Paarung      | Trast AC – AEL Limassol |
| Ergebnis     | 2:1 |
| Datum        | 27. März 1938 |
| Stadion      | GSP-Stadion, Nikosia |
| Tore         | ? |
| Trast AC     | Misiellis – Takis Couloumas, Champis Filippou – Sofoklis Orountiotis, Aram Tsatirtsian, Andreas Chralampous „Thalassinos“ – Takis Tsigis, Fenek Vensan, Takis Taliadoros, Votsis Christodoulidis, Nikos Tilliros. |
| AEL Limassol | Viron Charalampous – Michalis Ksioutas, Andreas Michaelides – Chouris, Vasos Aivaliotis, Nikos Souloupas – Nikos Iordanou, Christos Nikolaou „Ittalos“, Panikos Aradipiotis, Pikis Kalogirou, Dimos Andreou.      |